# Анте Биочић
Анте Биочић (Каштел Сућурац, 10. јун 1913 — 9. септембар 1986) био је учесник Народноослободилачке борбе и генерал-мајор ЈНА.

## Биографија
Гимназију је завршио у Сплиту, а затим је завршио Војну академију 1934. године. Службу је вршио у Шапцу и Врхници, а окупација Југославије 1941. затекла га је на дужности командира чете у Штипу. Након Априлског рата био је ухваћен и одређен за таоца. Побегавши из немачког заробљеништва у Шапцу, кренуо је у Далмацију, где се 1942. прикључио Народноослободилачком покрету, најпре у илегални рад, а затим почетком 1943. одлази у партизане и убрзо постаје члан КПЈ. У НОР-у је био командант батаљона, заменик команданта Сплитског НОП одреда, начелник штаба Групе НОП одреда Далмације, начелник штаба Девете дивизије, на којој дужности је успешно радио на одбрани Сплита септембра 1943, а од октобра исте године начелник штаба 19. дивизије. Од пролећа 1944. био је начелник штаба 26. дивизије с којом је учествовао у одбрани Виса и десантним операцијама на средњодалматинска острва. Од новембра исте године био је начелник штаба 8. корпуса, а у другој етапи завршних операција 1945. био је начелник Оперативног одељења Четврте армије ЈА и на тој дужности истакнуо се у координацији сложених операција на копну, мору и у ваздуху у борбама за ослобођење Истре и словеначког приморја.
После ослобођења завршио је Вишу војну академију ЈНА (1954). Обављао је високе војне дужности: начелник штаба тенковске армије, затим на штабним дужностима у Државном секретаријату за народну одбрану и начелник катедре инжењерије на Вишој војној академији ЈНА. Пензионисан је 1969. године.
Учествовао је на научним скуповима из војне проблематике НОБ-а те сарађивао чланцима из подручја војне инжењерије у „Инжењериском гласнику” и „Народној армији”.
Носилац је Ордена братства и јединства, Ордена ратне заставе и других одликовања.